# Джампиеро Бониперти
Джампиеро Бониперти (на италиански: Giampiero Boniperti) е италиански футболист роден на 4 юли 1928 г. в Баренго, Италия. Играл е на поста нападател.

## Кариера
Играе в „Баренго“ от 1938 до 1942 г., в „Ювентус“ от 1942 до 1963 г. Шампион е на Италия през 1950, 1952, 1958, 1960 и 1961 г., носител на купата през 1959 и 1960 г. В Серия А има 443 мача и 179 гола.
За националния отбор на Италия има 38 мача и 8 гола, като 24 пъти е негов капитан. Дебютира на 9 ноември 1947 г. срещу Австрия – 1:5 във Виена, последен мач на 10 декември 1960 г. срещу Австрия 1:2 в Неапол. Играе в сборния отбор на ФИФА през 1953 г. срещу Англия – 4:4 в Лондон, където бележи два гола. Участва на Световни първенства през 1950 и 1954 г.
От 1969 г. е технически директор, а от 1980 г. президент на „Ювентус“. През 1992 г. е наследен от Виторио Киузано, но въпреки това той пак е фигура в ръководството на „Старата госпожа“. Наричат го „елегантният капитан“ и „сеньор футбол“ за майсторската игра, предаността му към клуба и огромния му авторитет сред играчи и публика. Специалист на далечните удари. Смятан е за най-успешния футболен президент в Италия, като за този период „Ювентус“ печели всички възможни клубни отличия.

## Успехи
Ювентус
- Серия А: 1949/50, 1951/52, 1957/58, 1959/60, 1960/61
- Копа Италия: 1958/59, 1959/60

Индивидуални
- Голмайстор на Серия А: 1947/48 (27 гола)[1]
- ФИФА 100: 2004[2]
- Зала на славата на италианския футбол: 2012[3]
- CONI награда за впечатляваща спортна кариера: 2013[4]